# Wapen van Lippenhuizen

Wapen van Lippenhuizen

Het wapen van Lippenhuizen is het dorpswapen van het Nederlandse dorp Lippenhuizen, in de Friese gemeente Opsterland. Het wapen werd in 1991 geregistreerd.

## Beschrijving
De blazoenering van het wapen luidt als volgt:
In keel drie uitgerukte bomen van goud, de middelste groter dan beide andere; over alles heen een schuinbalk van sinopel, beladen met een bij, geplaatst tussen twee boekweitkorrels in de richting van de balk, alles van goud.
De heraldische kleuren zijn: keel (rood), goud (goud) en sinopel (groen).

## Symboliek
- Gouden bomen: ontleend aan het wapen van Opsterland.[3]
- Rood veld: duidt op de kleur van bloeiende heide.[2]
- Groene schuinbalk: verwijzing naar de kanalen in dit dorp die gegraven werden voor de afvoer van gewonnen turf.[3]
- Boekweitkorrels: symbool voor de verbouw van boekweit.[3]
- Bij: verwijst naar het houden van bijen in het voormalige heidegebied.[3]

## Zie ook

Vlag van Lippenhuizen